# Lijst van Impact World Champions
Dit is een chronologische lijst van Impact World Champions, een professioneel worstelkampioenschap van Impact Wrestling. Van juni 2002 tot mei 2007 gebruikte de toenmalige TNA het kampioenschap van de National Wrestling Alliance (NWA), het NWA World Heavyweight Championship, als onderdeel van een overeenkomst. Op 13 mei 2007. stopte de overeenkomst en creëerde het bedrijf hun eigen kampioenschap, hoewel het NWA World Heavyweight Championship werd verdedigd op die zelfde dag bij het evenement Sacrifice tussen Kurt Angle, Christian Cage en Sting. Angle won de wedstrijd en werd op 17 mei 2007, aflevering TNA iMPACT!, de nieuwe TNA World Heavyweight Champion.

## Titel geschiedenis

### Namen
| Naam                                            | Datum                                |
| ----------------------------------------------- | ------------------------------------ |
| TNA World Heavyweight Championship              | 13 mei 2007 – 1 maart 2017           |
| Impact Wrestling World Heavyweight Championship | 2 maart 2017 – 2 juli 2017           |
| Unified GFW World Heavyweight Championship      | 2 juli 2017– 17 augustus 2017        |
| GFW Global Championship                         | 17 augustus 2017 – 18 september 2017 |
| Impact Global Championship                      | 18 september 2017 – 10 januari 2018  |
| Impact World Championship                       | 10 januari 2018 – 13 maart 2021      |
| Impact Unified World Championship               | 13 maart 2021 – 16 maart 2021        |
| Impact World Championship                       | 16 maart 2021 – heden                |

### Kampioenen
| Nr.                                                  | Worstelaars       | #              | Datum             | Stad            | Evenement                          | Aantekeningen |
| ---------------------------------------------------- | ----------------- | -------------- | ----------------- | --------------- | ---------------------------------- | --- |
| TNA World Heavyweight Championship                   |                   |                |                   |                 |                                    | |
| 1                                                    | Kurt Angle        | 1              | 13 mei 2007       | Orlando         | Sacrifice 2007                     | Angle won de Three Way match van Sting en Christian Cage. |
| Vacant gesteld                                       | Vacant gesteld    | Vacant gesteld | 14 mei 2007       | Orlando         | TNA Impact!                        | Na een controversiële wedstrijd, werd de titel beschikbaar gesteld door Management Director Jim Cornette. |
| 2                                                    | Kurt Angle        | 2              | 17 juni 2007      | Nashville       | Slammiversary 2007                 | Kurt won de King of the Mountain match van Christian Cage, Chris Harris, Samoa Joe en A.J. Styles. |
| 3                                                    | Sting             | 1              | 14 oktober 2007   | Duluth          | Bound for Glory 2007               | |
| 4                                                    | Kurt Angle        | 3              | 16 oktober 2007   | Orlando         | TNA Impact!                        | |
| 5                                                    | Samoa Joe         | 1              | 13 april 2008     | Lowell          | Lockdown 2008                      | |
| 6                                                    | Sting             | 2              | 12 oktober 2008   | Hoffman Estates | Bound for Glory IV                 | |
| 7                                                    | Mick Foley        | 1              | 19 april 2009     | Philadelphia    | Lockdown 2009                      | Dit was een Steel Cage match |
| 8                                                    | Kurt Angle        | 4              | 21 juni 2009      | Auburn Hills    | Slammiversary 2009                 | |
| 9                                                    | A.J. Styles       | 1              | 20 september 2009 | Orlando         | No Surrender 2009                  | |
| 10                                                   | Rob Van Dam       | 1              | 19 april 2010     | Orlando         | TNA Impact!                        | |
| Vacant gesteld                                       | Vacant gesteld    | Vacant gesteld | 10 augustus 2010  | Orlando         | TNA Impact!                        | |
| 11                                                   | Jeff Hardy        | 1              | 10 oktober 2010   | Daytona Beach   | Bound for Glory 2010               | Hardy versloeg Kurt Angle en Ken Anderson in een Three Way toernooifinale match. |
| 12                                                   | Mr. Anderson      | 1              | 9 januari 2011    | Orlando         | Genesis 2011                       | |
| 13                                                   | Jeff Hardy        | 2              | 13 februari 2010  | Orlando         | Against All Odds 2011              | Dit was een Ladder match. |
| 14                                                   | Sting             | 3              | 24 februari 2011  | Fayetteville    | TNA Impact!                        | De aflevering werd uitgezonden op 3 maart 2011. |
| 15                                                   | Mr. Anderson      | 2              | 12 juni 2011      | Orlando         | Slammiversary IX                   | |
| 16                                                   | Sting             | 4              | 11 juli 2011      | Orlando         | TNA Impact!                        | De aflevering werd uitgezonden op 14 juli 2011. |
| 17                                                   | Kurt Angle        | 5              | 7 augustus 2011   | Orlando         | Hardcore Justice 2011              | |
| 18                                                   | James Storm       | 1              | 18 oktober 2011   | Orlando         | TNA Impact!                        | De aflevering werd uitgezonden op 20 oktober 2011. |
| 19                                                   | Bobby Roode       | 1              | 26 oktober 2011   | Orlando         | TNA Impact!                        | De aflevering werd uitgezonden op 2 november 2011. |
| 20                                                   | Austin Aries      | 1              | 8 juli 2012       | Orlando         | Destination X 2012                 | |
| 21                                                   | Jeff Hardy        | 3              | 13 oktober 2012   | Phoenix         | Bound for Glory 2012               | |
| 22                                                   | Bully Ray         | 1              | 10 maart 2013     | San Antonio     | Lockdown 2013                      | Dit was een Steel Cage match. |
| 23                                                   | Chris Sabin       | 1              | 18 juli 2013      | Louisville      | Impact Wrestling: Destination X    | |
| 24                                                   | Bully Ray         | 2              | 15 augustus 2013  | Norfolk         | Impact Wrestling: Hardcore Justice | Dit was een Steel Cage match. |
| 25                                                   | A.J. Styles       | 2              | 20 oktober 2013   | San Diego       | Bound for Glory 2013               | Dit was een No Disqualification match |
| Vacant gesteld                                       | Vacant gesteld    | Vacant gesteld | 29 oktober 2013   | Onbekend        | Onbekend                           | Na een contractdispuut met A.J. Styles besloot TNA-voorzitster Dixie Carter de rechten van de titel van hem te ontnemen. |
| 26                                                   | Magnus            | 1              | 3 december 2013   | Orlando         | Impact Wrestling: Final Resolution | Magnus won de toernooifnale door Jeff Hardy te verslaan en veroverde de vacante titel. De wedstrijd werd uitgezonden op 19 december 2013. |
| 27                                                   | Eric Young        | 1              | 10 april 2014     | Orlando         | TNA Impact!                        | |
| 28                                                   | Lashley           | 1              | 19 juni 2014      | Bethlehem       | TNA Impact!                        | |
| 29                                                   | Bobby Roode       | 2              | 18 september 2014 | Bethlehem       | TNA Impact!                        | Kurt Angle was de special guest referee |
| 30                                                   | Lashley           | 2              | 7 januari 2015    | New York        | TNA Impact!                        | |
| 31                                                   | Kurt Angle        | 6              | 31 januari 2015   | Londen          | TNA Impact!                        | Deze aflevering werd uitgezonden op 20 maart 2015. |
| 32                                                   | EC3               | 1              | 25 juni 2015      | Orlando         | TNA Impact!                        | Deze aflevering werd uitgezonden op 1 juli 2015. |
| 33                                                   | Matt Hardy        | 1              | 4 oktober 2015    | Concord         | Bound For Glory 2015               | Dit was een Triple Threat match ook tegen Drew Galloway. Jeff Hardy was de Special Guest Referee. |
| Vacant gesteld                                       | Vacant gesteld    | N.V.T.         | 6 oktober 2015    | N.V.T.          | N.V.T                              | De titel werd vacant gesteld wegens een legale bevel door EC3. Dit hoorde bij het verhaallijn. |
| 34                                                   | EC3               | 2              | 5 januari 2016    | Benthlehem      | TNA Impact!                        | EC3 versloeg Matt Hardy in de finale van de TNA World Title Series om de vacante titel te winnen. |
| 35                                                   | Matt Hardy        | 2              | 8 januari 2016    | Benthlehem      | TNA Impact!                        | Dit was een Last Man Standing Match. Als Hardy had verloren, moest hij TNA verlaten. Deze aflevering werd uitgezonden op 19 januari 2016. |
| 36                                                   | Drew Galloway     | 1              | 15 maart 2016     | Orlando         | TNA Impact!                        | Galloway cashte zijn Feast or Fired contact in om Hardy uit te dagen de titel. Drew won de titel. |
| 37                                                   | Lashley           | 3              | 12 juni 2016      | Orlando         | Slammiversary 2016                 | Dit was een Knockout or Tap Out Only match. Op 13 juli 2016 won Lashley het TNA X Division Championship door Eddie Edwards te verslaan in een Title vs. Title Steel Cage Match. Op 11 augustus 2016 won Lashley het TNA King of the Mountain Championship van James Storm in een Title vs. Titles match. De volgende dag liet Lashley het TNA King of the Mountain Championship opbergen. En werd de X Division Championship vacant gesteld. |
| 38                                                   | Eddie Edwards     | 1              | 3 oktober 2016    | Orlando         | TNA Impact!                        | Deze aflevering werd uitgezonden op 6 oktober 2016. |
| Vacant gesteld                                       |                   |                |                   |                 |                                    | |
| Impact Wrestling World Heavyweight Championship      |                   |                |                   |                 |                                    | |
| 39                                                   | Lashley           | 4              | 8 januari 2017    | Orlando         | Genesis 2017                       | Dit was een 30-minuten Iron Man Match. Deze aflevering werd uitgezonden op 26 januari 2017. Op 2 maart 2017 werd de titel genoemd naar Impact World Heavyweight Championship nadat de promotie genoemd werd naar Impact Wrestling. |
| Unified GFW World Heavyweight Championship           |                   |                |                   |                 |                                    | |
| 40                                                   | Alberto El Patrón | 1              | 2 juli 2017       | Orlando         | Slammiversary XV                   | Dit was een Unification Match om het Impact Wrestling World Heavyweight Championship en het GFW Global Championship samen te voegen. De titel werd genoemd naar Unified GFW World Heavyweight Championship. |
| Vacant gesteld                                       | Vacant gesteld    | N.V.T.         |                   | N.V.T.          | N.V.T.                             | El Patrón werd geschorst. |
| GFW Global Championship / Impact Global Championship |                   |                |                   |                 |                                    | |
| 41                                                   | Eli Drake         | 1              | 17 augustus 2017  | Orlando         | Impact!                            | Dit was een 20-man Gauntlet for the Gold match. Drake won door een pinfall op Eddie Edwards. De titel nam de GFW Global Championship naam terug. Op 18 september 2017 werd de titel genoemd naar Impact Global Championship. Deze aflevering werd uitgezonden op 24 augustus 2017. |
| Impact World Championship                            |                   |                |                   |                 |                                    | |
| 42                                                   | Austin Aries      | 2              | 10 januari 2018   | Orlando         | Impact!                            | Deze aflevering werd uitgezonden op 1 februari 2018. Gedurende zijn reign werd de titel genoemd naar Impact World Championship, |
| 43                                                   | Pentagón Jr.      | 1              | 22 april 2018     | Orlando         | Redemption                         | Dit was een Triple Threat Match ook tegen Fénix. |
| 44                                                   | Austin Aries      | 3              | 24 april 2018     | Orlando         | Impact! Under Pressure             | Deze aflevering werd uitgezonden op 31 mei 2018. Aries verenigde het Impact World Championship en het Impact Grand Championship. |
| 45                                                   | Johnny Impact     | 1              | 14 oktober 2018   | New York        | Bound For Glory 2018               | |
| 46                                                   | Brian Cage        | 1              | 28 april 2019     | Toronto         | Rebellion 2019                     | Lance Storm was Special Guest Referee. |
| 47                                                   | Sami Callihan     | 1              | 25 oktober 2019   | Windsor         | Impact!                            | Dit was een Steel Cage Match. Deze aflevering werd uitgezonden op 29 oktober 2019. |
| 48                                                   | Tessa Blanchard   | 1              | 12 januari 2020   | Dallas          | Hard To Kill                       | Dit was een Integrender Match. Blacnhard bekwam de eerste vrouwelijke worstelaar in Impact dat het Impact World Champion won. |
| Vacant gesteld                                       | Vacant gesteld    | N.V.T.         | 25 juni 2020      | N.V.T.          | N.V.T.                             | Blanchard miste meerdere opnames door reis beperkingen door COVID-19. De titel werd gestript van haar en Impact had haar contact beëindigd. |
| 49                                                   | Eddie Edwards     | 2              | 18 juli 2020      | Nashville       | Slammiversary 2020                 | Dit was een Fatal-Five Way Elimination ook tegen Ace Austin, Trey, Rich Swann en Eric Young |
| 50                                                   | Eric Young        | 2              | 15 augustus 2020  | Nashville       | Impact!                            | Deze aflevering werd uitgezonden op 1 september 2020. |
| 51                                                   | Rich Swann        | 1              | 24 oktober 2020   | Nashville       | Bound For Glory 2020               | [ 4 ] |
| 52                                                   | Kenny Omega       | 1              | 25 april 2021     | Nashville       | Rebellion                          | Dit was een Winner Takes All match voor het Impact en AEW World Championship. |
| 53                                                   | Christian Cage    | 1              | 13 augustus 2021  | Pittsburgh      | AEW Rampage                        | [ 6 ] |
| 54                                                   | Josh Alexander    | 1              | 23 oktober 2021   | Sunrise Manor   | Bound for Glory 2021               | Alexander stelde vrijwillig het X Division Championship vrij in ruil voor een Impact World Championship-wedstrijd bij het evenement. |
| 55                                                   | Moose             | 1              | 23 oktober 2021   | Sunrise Manor   | Bound for Glory 2021               | [ 7 ] |